# Multiplexbus
Als Multiplexbus bezeichnet man in der Digitaltechnik einen Bus, dessen einzelne Datenleitungen sequentiell von verschiedenen Signalen des Mikroprozessors belegt werden können. Welches Signal auf der Busleitung angelegt wird, entscheidet ein Multiplexer (d. h. ein Selektionsbaustein) in der Systembus-Schnittstelle des Prozessors.  Man wählt einen Multiplexbus insbesondere dann aus, wenn man die Anzahl der Verbindungsstifte eines Prozessorgehäuses beschränken möchte. Aufgrund der notwendigen Serialisierung der Signale sind Multiplexbusse jedoch relativ langsam. Sie werden insbesondere in Mikrocontrollern eingesetzt, um Kosten zu sparen. Auch verschiedene Peripheriebusse können als Multiplexbusse konzipiert sein. Ein prominentes Beispiel ist etwa der PCI-Bus.